# Transversalité (sciences humaines et sociales)
Ne doit pas être confondu avec Transversalité.
Terme initialement mathématique, qu'on trouve déjà au XIXe siècle, la transversalité a été introduite en sciences humaines et sociales durant les années 60 par les promoteurs d'une "analyse institutionnelle". De même que le syntagme "Analyse institutionnelle", "Transversalité" (en sciences humaines et sociales) est dû à l'effort de Félix Guattari (Pierre-Félix Guattari) de rendre compte de l'expérimentation, et de ses enjeux à la fois cliniques et politiques, de la psychothérapie institutionnelle, alors en cours à la clinique de La Borde.  Le concept a été introduit par Ginette Michaud dans les années 1960 où ils préparaient avec Félix Guattari et Jean Oury le premier congrès de psychodrame ou une table ronde de psychothérapie institutionnelle avait été organisée: le thème en était "le transfert".   La discussion tournait à ce moment autour de la pertinence ou non du terme de "transfert institutionnel". Les actes en sont parus dans le premier numéro de la revue "Recherches"[style à revoir]

## Un même terme pour des acceptions différentes
Le terme apparaît écrit pour la première fois dans l'article de Guattari "La transversalité" paru dans la Revue de psychothérapie institutionnelle. Il est ensuite republié en 1972 dans le premier livre de Guattari Psychanalyse et transversalité.  Dans son effort de rendre compte de la psychothérapie institutionnelle du point de vue des groupes, Guattari propose de distinguer les groupes sujets et les groupes assujettis, comprenons les groupes autonomes et les groupes hétéronomes. La psychothérapie institutionnelle étant à la fois d'inspiration psychanalytique et politique, le versant psychodynamique de ce travail sur les groupes porte sur un transfert institutionnelle qui ne satisfait pas Guattari. Il propose alors, à titre provisoire, une "transversalité dans le groupe". Cette transversalité s'oppose à:
- "Une verticalité qu’on retrouve par exemple dans les descriptions faites par l’organigramme d’une structure pyramidale (chefs, sous-chefs, etc.)
- Une horizontalité comme celle qui peut se réaliser dans la cour de l’hôpital, dans le quartier des agités, mieux encore celui des gâteux, c’est-à-dire un certain état de fait où les choses et les gens s’arrangent comme ils peuvent de la situation dans laquelle ils se trouvent."[2]

Ces premiers éléments ne doivent toutefois pas être compris comme simplement une modalité complémentaire de communication et de gestion des organisations de travail car plus fondamentalement, "la transversalité est le lieu du sujet inconscient du groupe, l’au-delà des lois objectives qui le fondent, le support du désir du groupe."
Et cet agencement va dépendre du degré de liberté, du " gradient de transversalité", terme que Ginette Michaud proposera à ce moment  et qui sera repris par Jean Oury sous le terme de "coefficient de transversalité" . Ce gradient caractérise ce que Guattari va définir comme possible dans les « groupes sujets ».
Selon François Fourquet, la transversalité, thème de la toute première communication de Félix Guattari, parcourt l'ensemble de son travail même si, au fil des années, d'autres termes lui ont été préférés, qu'il formule ainsi:
"Il existe une subjectivité sociale mondiale porteuse de vie et de désir, inaccessible au moi, et transversale aux grands ensembles institutionnels hiérarchisés qui prétendent gouverner le monde."
Toutefois, de même que "analyse institutionnelle" et "analyseur", le terme "transversalité" est rapidement repris dans selon "une perspective psycho-sociologique trop réductionniste" (selon Guattari) par Georges Lapassade et René Lourau (avant tout dans son article "Le syndicalisme : de l'institution à la bureaucratie" puis dans sa thèse d’État L'analyse institutionnelle.) Pour ce dernier, la transversalité désigne la "résultante (dissimulée grâce à l'idéologie individualiste et universaliste) de la pluralité des appartenances et références segmentaires. L'objet d'une analyse institutionnelle des groupes est de mettre à jour la transversalité comme institution."
À partir des années 70, le terme connaît un usage significatif dans les milieux sensibles aux différentes approches de l'analyse institutionnelle (psychanalyse, pédagogie, sociologie de l'intervention) puis s'étend à d'autres domaines et d'autres langues. Il est notamment utilisé en management et gestion des organisations de travail et apporte un outil conceptuel pour faire évoluer les structures hiérarchiques pyramidales vers des modes d'organisation et de travail plus souples. De ce point de vue, il constitue un exemple de ce que Luc Boltanski et Éve Chiapello ont exposé comme Le nouvel esprit du capitalisme.
Les points communs de ces différents usages semblent alors être :
La recherche d'une alternative à un état de conception existant (organisationnel notamment) lequel n'est pas supprimé mais se voit appréhender selon une perspective transversale c'est-à-dire "qui est disposé en travers de quelque chose". 